# 큰홍학
큰홍학(학명: Phoenicopterus roseus)은 홍학과 홍학속에 속하는 대형 조류이다. 키 110~150cm, 몸무게 2~4kg으로 홍학 중에서는 최대종이다. 쿠바홍학과 칠레홍학과 유전적으로 관련이 깊으며, 이들과 동종이 아닐까 하는 의혹도 제기된다. 깃의 색깔은 연분홍색이며 날갯죽지 깃의 색은 대체로 빨간색이다. 부리 끝은 검으며 다리는 분홍색이다. 수명은 60년 정도이다. 아프리카·인도·유럽의 소택지와 습지, 강변 지대에 골고루 분포한다.

## 대한민국
대한민국에서는 1975년 1월 낙동강 하구, 2016년 5월 화옹호, 2017년 8월 새만금에서 관찰된 길잃은새이다.